# بوكيت ستيشن
بوكيت‌ ستيشن (بالإنجليزية: PocketStation)‏ هو نظام ألعاب فيديو مصغر أنتجته سوني كوحدة ملحقة بجهاز البلاي ستيشن.
صدر الجهاز فقط في اليابان في 23 ديسمبر عام 1998، ومن مميزاته احتوائه على شاشة LCD، والصوت، وساعة رقمية، وإمكانية ربطه بأجهزة أخرى عبر الأشعة تحت الحمراء. بالإضافة إلى كونه بطاقة ذاكرة للبلاي ستيشن.
من أشهر الألعاب التي دعمت الجهاز: Arc the Lad III، وFinal Fantasy VIII، وLegend of Mana، وMetal Gear Solid: Integral. لم يلقَ الجهاز نجاحاً كبيراً فتوقف إنتاجه بعد فترة وجيزة.